# パレスチナ

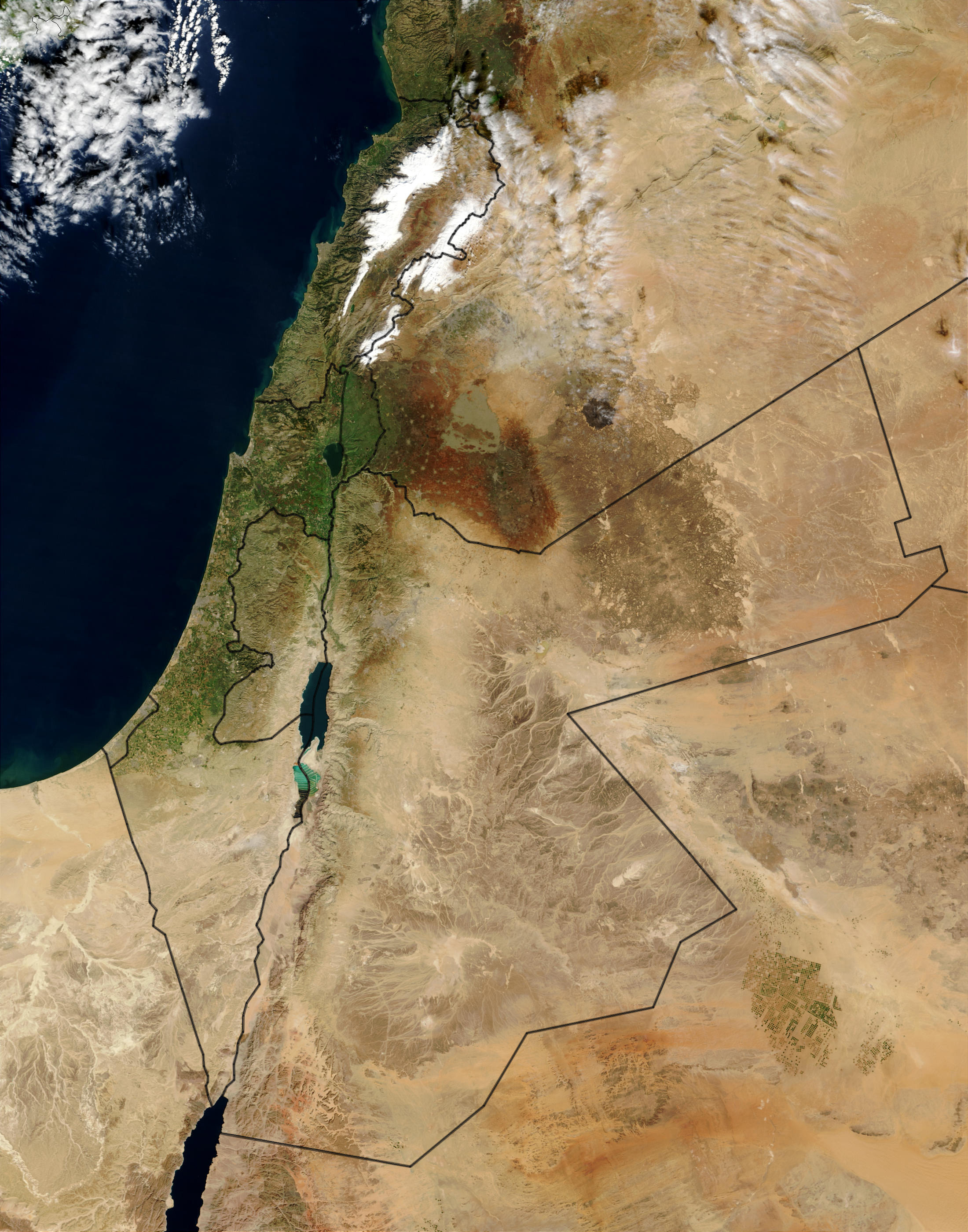
パレスチナの衛星写真

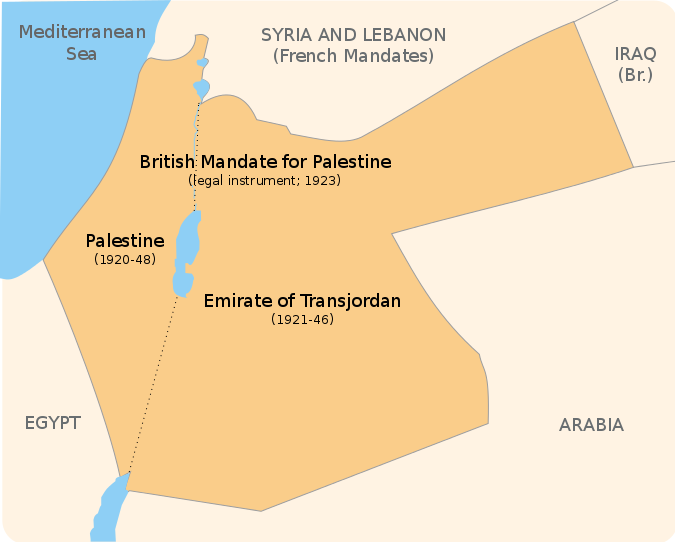
旧国際連盟イギリス委任統治領パレスチナ。当初は現在のヨルダンも含む範囲であった

パレスチナ（アラビア語: فلسطين、ヘブライ語: פלשתינה、英語: Palestine）は、西アジアの地理的地域であり、通常はイスラエル、ヨルダン西部の一部、ヨルダン川西岸地区、ガザ地区を含むと考えられている。
パレスチナという名前は古代ギリシャの作家が使っていたもので、後にローマ帝国のシリア・パラエスティナ州、ビザンチン帝国のパラエスティナ・プリマ州、イスラム帝国のジュンド・フィラスティン州にも使われた。この地域は、聖書に登場する「イスラエルの地」（ヘブライ語: ארץ־ישראל）、「聖地」、「約束の地」として知られる地域の大部分を占めており、カナン、シリア、アッシュ・シャム、レバントなどの広い地域名の南側に位置している。
エジプト、シリア、アラビアの分かれ目に位置し、ユダヤ教とキリスト教の発祥の地でもあるこの地域は、宗教、文化、商業、政治の交差点として波乱に満ちた歴史を持っている。古代エジプト人、カナン人、イスラエル人、ユダヤ人、アッシリア人、バビロニア人、アケメネス朝、古代ギリシャ人、ユダヤ人のハスモン朝王国、ローマ人、パルティア人、ビザンチン人、サーサーン朝、アラブのラシドゥン、ウマイヤ朝、アッバース朝、ファーティマ朝イスラム帝国、十字軍、アイユーブ朝、マムルーク朝、モンゴル帝国、オスマン帝国、イギリス帝国、そして現代のイスラエル人、ヨルダン人、エジプト人、パレスチナ人など、多くの民族に支配されてきた。
この地域の境界は、歴史の中で変化してきた。今日、政治的に定義されたこの地域は、イスラエルとパレスチナの州（＝パレスチナ自治区）で構成されている。

## 範囲

パレスチナと赤く示されるガザ地区

歴史的には、現代の国家でおおよそイスラエルとパレスチナ国（パレスチナ自治区）、東部の砂漠地域を除くヨルダン、レバノンとシリアの一部（おおむねシリア地域南部）を指す。特に、旧国際連盟イギリス委任統治領パレスチナにあたる、現在のイスラエル、パレスチナ自治区、ヨルダンを指すこともある。
第二次世界大戦後は、より狭く、ヨルダン川より西の、現在のイスラエルとパレスチナ自治区（古代のカナン地域を含む）を指すことが多い。パレスチナ人とはこれらの地域の人々だが、後述するようにパレスチナ人と呼ばれるには地理的な条件以外も必要である。
最も狭義では、国際司法裁判所 (ICJ) が「占領されたパレスチナ領域」と呼称し、パレスチナ国が自国の領土であると主張している地域を指す。これは地理的には一つながりではなく、イスラエルを挟んでヨルダン川西岸地区とガザ地区に分かれている。
ガザ地区を別としても、東エルサレムを含むヨルダン川西岸地区のパレスチナ自治政府が自治する地区は飛び地(パレスチナの飛び地)となっている。また、アメリカ合衆国大統領トランプ政権が提示した和平案(トランプの和平案)は、スイスチーズと揶揄され拒否された。
イスラエルは、境界にヨルダン川西岸地区の分離壁を建てている。

## 歴史
古称は「フル」、「カナン」という。
その後ペリシテ人という民族が沿岸部に住むようになり、パレスチナという言葉はこのペリシテ（Philistines）という言葉がなまったものと考えられている。
紀元前15世紀、古代エジプトのファラオ・トトメス3世が、メギドの戦いで勝利、パレスチナはエジプトの支配下に置かれた。
紀元前13世紀頃には、ペリシテ人によるペリシテ文明が栄えていたが、ペリシテ人は民族集団としてはその後滅亡し、その後紀元前10世紀頃にイスラエル民族によるイスラエル王国がエルサレムを中心都市として繁栄した。
紀元前930年頃に、イスラエルは北のイスラエル王国と南のユダ王国に分裂した。イスラエル王国は紀元前722年にアッシリアのサルゴン2世に滅ぼされた。もう一つの南のユダ王国は、紀元前609年のメギドの戦いでヨシアが、エジプトのファラオ・ネコ2世に敗死させられ、エジプトの支配下に置かれることになる。さらに紀元前597年には東より攻めてきたバビロニアの支配下に置かれ、紀元前587年にはそのバビロニアに滅ぼされた。
これ以後も三大陸の結節点に位置するその軍事上、地政学上の重要性から相次いで周辺大国の支配を受けたが「パレスチナ」という呼称自体は根強く残っており、フラウィウス・ヨセフスの『ユダヤ古代誌』では、『創世記』の内容を引用する形で各地の地名の由来を説明する際、ミツライム（注：ヘブライ語でのエジプトを指す）の系統で唯一今日（注：1世紀後半）に残った名前として「パレスチナ」の名を挙げている。
ローマ帝国内では当初この辺の行政区分はシリア属州（パレスチナ以外に北東部の中東内陸の地域も含む）とユダヤ属州と呼ばれていたが、135年にバル・コクバの乱を鎮圧したローマ皇帝ハドリアヌスは、それまでのユダヤ属州名を廃し、属州シリア・パレスチナ (en:Syria Palaestina) と改名した。
7世紀にはイスラム帝国が侵入し、シリアを支配する勢力とエジプトを支配する勢力の戦争の舞台となった。11世紀にはヨーロッパから十字軍が派遣され、エルサレム王国が建国されるが、12世紀末にはアイユーブ朝のサラーフッディーンに奪還され、パレスチナの大半はエジプトを支配する王朝が治めた。16世紀になると、エジプトのマムルーク朝を滅ぼしたオスマン帝国がパレスチナの支配者となる。オスマン帝国ではパレスチナはシリアと呼ばれた。
19世紀以降、ヨーロッパで次々に国民国家が成立し、各地で民族の自己認識が促されると、ユダヤ人もオスマン帝国領のパレスチナに入植し始めた。第一次世界大戦でオスマン帝国は崩壊し、シオニズムに押された大英帝国と列強は国際連盟で「ユダヤ人のナショナル・ホームをパレスチナに確立する」としてイギリス委任統治領パレスチナの創設を決議した。イギリス委任統治領メソポタミアのようにパレスチナという古い呼称を復活させたのはマーク・サイクスの方針であった。パレスチナの初代高等弁務官はユダヤ人のハーバート・サミュエルが選ばれた。第二次世界大戦後、ホロコーストで同情を集めたシオニズムに押されてアメリカ合衆国などの国は国際連合でパレスチナ分割決議を採択した。それに伴いイスラエルが建国され、反発したアラブ諸国とイスラエルとの間で第一次中東戦争が勃発、イスラエルが勝利しパレスチナの8割を占領するに至る。この時期に多くのパレスチナ人が難民化してパレスチナ問題が発生。
1967年に起こった第三次中東戦争では、イスラエルがさらにガザ地区、ヨルダン川西岸地区を占領。
1987年には第一次インティファーダが勃発。
イスラエル政府とパレスチナ解放機構 (PLO) は長い闘争の末、1993年になってオスロ合意を結び、1994年からパレスチナの一部でPLOのヤーセル・アラファート大統領が主導する自治が開始された。しかし、オスロ合意で定められたパレスチナ問題の包括的解決に向けた話し合いは頓挫し、さらにイスラエルとの和平に合意しない非PLO系の組織によるテロや軍事行動が続いた。2000年以降、再びイスラエルとパレスチナ自治政府との間でゲリラ戦が再燃し、和平交渉が事実上の停止状態にある。
一方、パレスチナ自治政府側は、停戦に応じても、イスラエルが一方的に攻撃を続けていると指摘。実情は、「停戦とはパレスチナ側だけに課せられたもの」となっていると主張している。たとえば、2001年、イスラエルのアリエル・シャロン首相はパレスチナ自治政府との交渉停止を通告し、アラファート大統領を軟禁。再開に「7日間の平穏」とさらに「6週間の冷却期間」を要求した。しかし、平穏が達成されたかどうかは、イスラエル側が判断するとした。パレスチナ自治政府側の停戦は37日間続き、ハマースが反撃したため、なし崩し的に停戦は消えてしまった。
アラファートの死後、マフムード・アッバースが後継者となった。2005年2月8日、2000年10月以来4年4ヶ月ぶりにシャロン首相は首脳会談に応じた。両者の暴力停止（停戦）が合意されたが、交渉再開は停戦継続を条件としている。現在でも双方の攻撃が完全に収まったわけではなく、困難が予想される。

## パレスチナ自治区
パレスチナ自治区は、パレスチナ地域のうちヨルダンに接するヨルダン川西岸地区（ウェストバンク）とエジプトに接するガザ地区、及び東エルサレム（パレスチナ領域）からなるパレスチナ人の自治地区のことである。
その行政は、パレスチナ解放機構 (PLO) が母体となって設立されたパレスチナ自治政府が行う。ただし、最終的な地位は将来イスラエルとパレスチナとの間で結ばれる包括的和平によって定められることになっており、目下の正式な地位は暫定自治区・暫定自治政府となっている。自治政府は1995年の暫定自治拡大合意に基づき、1996年に行われた立法評議会選挙によって正式に発足した。
パレスチナ自治区の人口は約330万人で、西岸地区が3分の2、ガザ地区が3分の1を占めるとされる。これは、900万人強いるとされるパレスチナ人の全人口の3分の1にあたる。

### 設立の経緯

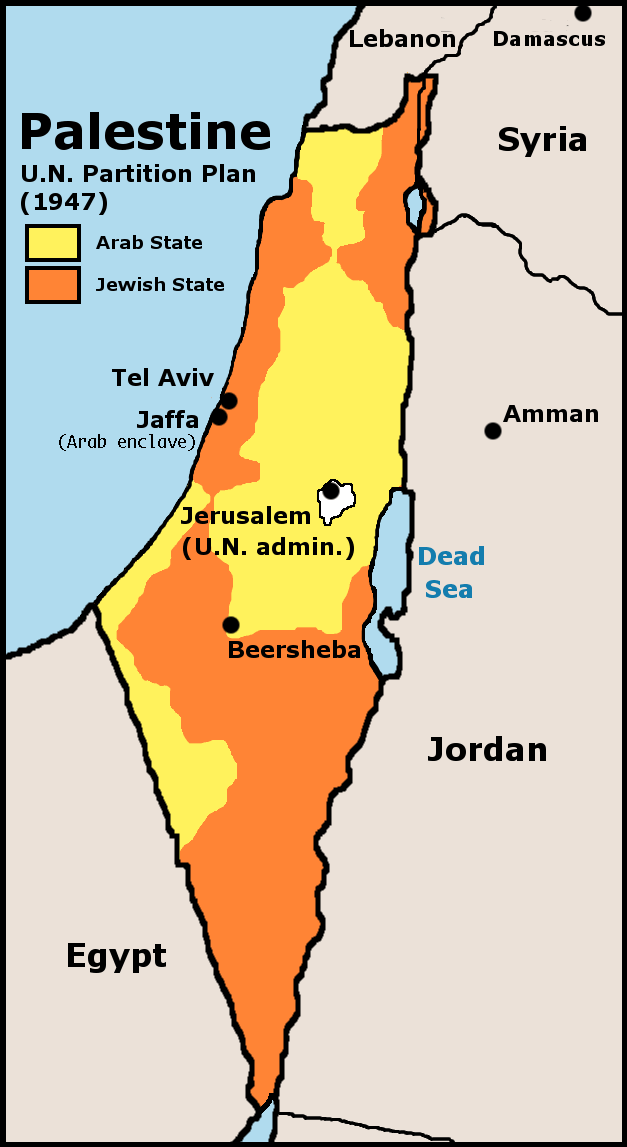
1947年のパレスチナ分割決議にて定められた分割案
橙 : ユダヤ人地区
黄 : アラブ人地区
白 : エルサレム国連統括地

パレスチナ自治区は、イスラエル建国直前の1947年に行われた国際連合総会決議181号（パレスチナ分割決議）が定めた、パレスチナをユダヤ人、アラブ人、国連統括地の3つに分割する決定を基礎としている。この決議は、これに反対する周辺のヨルダンとエジプトが第一次中東戦争でヨルダン川西岸地区とガザ地区を占領したためにパレスチナのアラブ人には寸土の領域も残されず、ユダヤ人によるイスラエル国家しか建設されなかった。

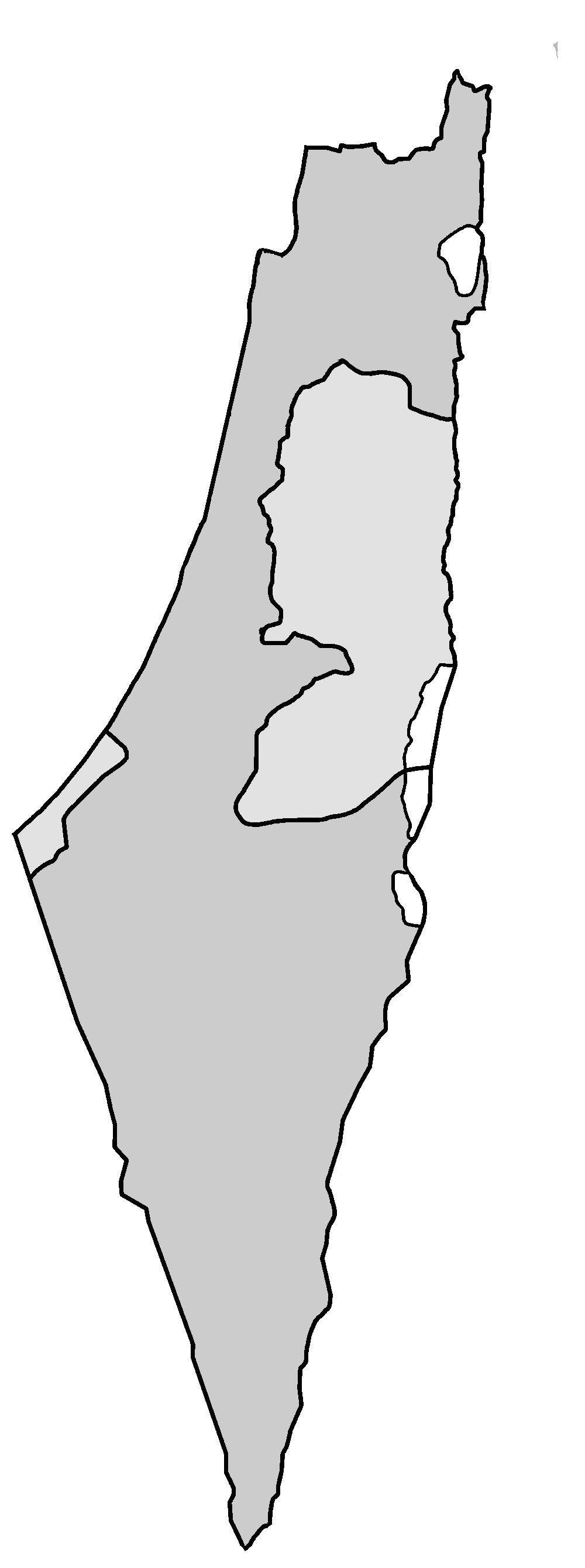
現在のパレスチナ自治区（薄灰、ただし実際には西岸の半分以上が入植地を含めたイスラエルの支配下）

その後、西岸地区とガザ地区はイスラエルによって占領されるが、1964年にエジプトのナーセル大統領の後押しによって西岸地区とガザ地区のアラブ系住民とパレスチナ難民の統合抵抗組織としてパレスチナ解放機構 (PLO) が設立され、事実上のパレスチナ亡命政府となった。
当初、パレスチナ解放機構はイスラエル国家を打倒し、パレスチナの地にムスリム・キリスト教徒・ユダヤ教徒の全てが共存する非宗派的な民主国家を樹立することを目標としていた。しかし、1980年代後半に繰り広げられたイスラエルに対する大規模な抵抗運動（インティファーダ）の中で現実主義路線に転じ、ヨルダンに西岸地区の放棄を宣言させて、西岸地区とガザ地区を中心にパレスチナ人の独立国家を樹立してイスラエルと平和共存する道を模索するようになった。
こうしてイスラエルと解放機構の直接交渉の末、1993年のオスロ合意、1994年のカイロ協定（ガザ・エリコ暫定自治合意）に基づいてパレスチナ暫定自治区が設立された。
しかし、オスロ合意へのパレスチナ解放機構 (PLO) 側の不満は強く、また、ヨルダン川西岸地区では、現在でもパレスチナ自治政府の支配権が及んでいる地域は半ばに満たず、残りはイスラエルの占領下にある（◆パレスチナの歴史的変遷図 - 白抜きがイスラエル領土および占領地）。

### 機構
暫定自治政府は、憲法にあたる基本法に基づいて運営される。最高議決機関は民選によって選出されたパレスチナ立法評議会 (PLC) で、立法府に相当する。立法評議会の当初の定数は88であった。2005年6月の法改正で定数は132に増やされた。
行政事項を執行するのはパレスチナ行政機関で、自治政府の長である自治政府大統領（ライース、マスコミでは議長、外務省はかつては長官といっていたが現在はこの訳をあてている）がその長を務める。また、行政機関の各庁長官（外務省はこの訳をあてているが、マスコミでは省、大臣、相ということが多い）が閣僚となり、内閣を構成する。2003年からは内閣の長として首相が置かれるようになったが、大統領であるアラファートPLO議長が安全保障関係の権限を内閣に委譲することを拒否し、翌年のアラファート死去まで大統領のワンマン支配が続いた。
治安維持を担当するのはパレスチナ警察隊で、パレスチナ解放機構の軍事部門であるパレスチナ解放軍を基礎として設立された。しかし、アラファート議長が独占する自治政府の治安維持部門について、イスラエル政府やアメリカは対イスラエルテロの抑制に十分働いていないと認識し、不信の目を向けている。イスラエルは、しばしばテロへの報復であるとしてパレスチナ警察を攻撃した。イスラエル側はテロリストを支援、黙認していると見なしているため、パレスチナ側のテロ事件があるたびに、パレスチナ警察を報復の対象とした。アラファートPLO議長は、2001年12月より、死の直前までイスラエル軍に軟禁された。

### ハマース政権から挙国一致政権へ
アラファート死後、2005年1月9日に後任を選ぶ自治政府大統領選でPLOのマフムード・アッバースが当選するも、翌2006年の総選挙では初めて選挙に参加したハマースが過半数を獲得する勝利を収めた。
ハマースをテロ組織と認識するイスラエルは直ちに「イスラエル破壊を訴える武装テロ組織が参画する自治政府とは交渉しない」との声明を発表。さらに、軍高官の発言としてハマースの議員のヨルダン川西側地区とガザ地区の自由な移動を認めないと報じられ、政治活動の妨害を宣言した。実際に、パレスチナ人の通行はその後完全封鎖された。そのため、選挙後2月18日より開会された立法評議会は、ガザとラマッラーでの分裂開会を余儀なくされ、ビデオカメラで両会議場を中継して行われた。
米国・欧州連合も同様の認識から、パレスチナ自治政府への経済支援打ち切りを示唆した。米国は直接の援助ではなく、非政府組織や国際開発局 (USAID) を通しての援助だが、米国のブッシュ大統領はハマースがイスラエルの「生存権」を認めなければ支援をすべきではないと主張した。さらに、米国防総省は2005年にガザ復興費として援助した5000万ドルの返還を要求した。イスラエルは、自らが代理徴収している関税などを差し押さえ、ハマースへの兵糧攻めに出た。
2006年3月29日、正式にハマース政権が発足したが、職員給与すら払えない極度の財政難に苦しんだ。4月10日、欧州連合もパレスチナ自治政府への援助を停止。6月4日、ようやく給与の一部を支払った。しかし、その後もイスラエルによる差し押さえのため、給与を支払えない状態が続いている。アラブ諸国などからパレスチナ自治政府への献金運動も行われたが、米欧とイスラエル政府が送金はテロ支援であると金融機関に圧力を掛けているため、パレスチナ自治政府には届いていない。
米国、欧州連合は、制裁解除の条件として、（1）イスラエルの承認（2）武装解除（3）過去の自治政府とイスラエルの合意事項の尊重などを要求している。また、イスラエルのエフード・オルメルト首相は5月23日にブッシュ大統領と会談し、ハマース政権を相手にせず、アッバス自治政府議長ら穏健派と和平交渉を進めることで合意。また、オルメルトは、パレスチナ自治政府との合意が無くても、3 - 4年でユダヤ人入植地を自国領に取り込む形で国境を決めたいと表明した。
6月には、イスラエル軍の兵士2名がハマース系と見られる組織に拉致されたとされる事件を理由に、イスラエルはガザ侵攻を強めた。さらに、評議員を含むハマース系の政治家・活動家約80人を拉致し、評議会を機能停止に追い込んだ。
これに先立つ6月27日、アッバース大統領とハマースのハニーヤ首相が1967年の国連停戦決議に基づく国境線の合意（事実上のイスラエル承認）で合意した。しかしイスラエルは、完全に無視した形である。
米国、欧州連合、日本などは、より穏健なファタハ（パレスチナ自治政府主流派）のアッバース議長を交渉相手と見ており、ハニーヤ首相などハマースは事実上相手にしていない。米国はパレスチナへの経済制裁を続ける一方で、ファタハに対しては独自の支援を行っている。
2007年3月17日、ハマースとファタハの連立交渉が合意に達し、挙国一致内閣が発足した。閣僚25人の内訳は、ハマースから首相を含む12人、ファタハから6人、その他の党派からは7人。首相はハニーヤが続投。ハニーヤ首相はイスラエル承認を含めた過去の合意を「尊重する」と表明した。ただし、イスラエル承認を公にはしなかった。一方、イスラエルのオルメルト首相は3月18日、「テロを正当化するような内閣とは接触しない」と演説。ハニーヤ連立内閣の不承認を表明すると共に、他国にも引き続きハニーヤ政権を相手にしないよう主張した。イスラエルがヨルダン川西岸とガザ地区の間の閣僚の通行を認めていないため、閣議はテレビ電話を介して行われた。

### 挙国一致政権崩壊とパレスチナ自治政府分裂
ハマースとファタハの内部抗争は、連立政権の発足後も続いた。また、イスラエルによって立法評議会（国会）員が多数逮捕されており、立法評議会は事実上機能停止に追い込まれている。両者の内部抗争では、イスラエル・アメリカは一貫してファタハを援助しており、両者が内戦を煽っているとする批判もある。イギリスの『ガーディアン』紙によると、中東和平の実務者会議の中で、米国の特使は二度も「この武装衝突はいいね」と放言したという。
2007年6月11日からの抗争は、本格的な内戦に突入。ハマースはガザ地区を武力で占拠し、ファタハはこれを「クーデター」と批判。背景には、パレスチナ自治政府治安維持相で、ハマースと敵対し、また親米派と目されていたムハンマド・ダハラーンとの抗争があり、またダハラン側が先に手を出していたとする主張もある。結果、ファタハは内閣からの閣僚引き上げを宣言した。6月14日、ファタハのアッバース議長は非常事態宣言を出し、内閣の解散を宣言。6月15日、親米派のサラーム・ファイヤードをハニーヤの後任の首相に指名したが、ハニーヤは解散を無効として無視した。ハマースは立法評議会の多数を握っているため、基本法（憲法）上後任の首相もハマースから任命しなければならず、アッバースの行為は違憲とする批判がある。ファイヤードは6月17日に「非常事態内閣」として30日間の限定で組閣したが、ハニーヤは組閣は「非合法」と反発。逆にアッバース議長は、ハマースの軍事部門を非合法化する議長令を発表し、「メンバーは処罰する」方針を示した。こうしてパレスチナ自治政府は、分裂した。イスラエルや米国は、ハマースを排除したファイヤード政権を正式な交渉相手と認めた。また、イスラエルは、差し押さえを続けていた代理徴収した税のファイヤード政権への返還を表明した。6月20日、アッバース議長は「人殺しのテロリストたちとは対話はしない」と、ハマースを相手にしないことを表明した。また、1か月前、ハマースによる暗殺未遂事件があったと主張した。
現在、ガザ地区をハマースが実効支配し、ヨルダン川西岸のみファイヤード政権の支配下にある。もちろん、イスラエルの入植者に占拠されている地域は、いずれの支配も及んでいない。7月2日、イスラエルが差し押さえていた税収の一部引き渡しを受け、ファイヤード政権は17か月ぶりにハマース党員を除く公務員給与の満額支払いを発表。ガザ地区では、ファイヤード政権に従うことを条件に給与を支払うと発表した。
従来、欧米諸国は、経済制裁解除の条件として、早期の総選挙を要求して来た。経済制裁による財政難は引き続き続いており、総選挙になれば自国に都合の悪い存在であるハマースの勝利はあり得ない（裏返せば、ハマースを敗北させなければ制裁を止めないと、パレスチナの有権者を脅したと言える）との読みといわれている。結果として、総選挙を経ることなくハマースの排除が実現した形となった。しかし、経済制裁を武器に、選挙により成立した政権を否定する行為に対し、民主主義の否定とする強い批判がある。
パレスチナ囚人保護団体のナファ協会によると、イスラエルは拉致したハマースなどの評議員に対し、釈放の条件として議員辞職するよう脅した。評議員らのほとんどは、「（辞職するくらいなら）喜んでイスラエルの拘置所に留まることを選ぶ」と声明を出した。
また、日本は2007年6月12日に、いったんはODA再開の意向をパレスチナ自治政府側に伝えたが、挙国一致内閣の崩壊で、再び棚上げになった。

### 2007年のレバノン難民キャンプの武力衝突
2007年5月20日より、レバノンのナハル・アル＝バーリドパレスチナ難民キャンプでイスラム教スンナ派武装組織「ファタハ・イスラム」とレバノン政府軍の武力衝突が起きた。ファタハ・イスラムはファタハとは無関係で、パレスチナ人による組織でもないが、パレスチナ人の支援を名目に、合法的にレバノン入国を果たしたといわれる。レバノン政府側は、ファタハ・イスラムが軍組織を攻撃しようとしたことを攻撃の理由に挙げている。ファタハ・イスラム側は「いわれのない攻撃」と反論している。レバノンの国会は、全会一致で難民キャンプへの攻撃を承認した。
アルジャジーラによると、5月23日現在で武装メンバー20人、政府軍兵士32人、民間人27人が殺されたとしている。また、『毎日新聞』によると、5月27日現在で、キャンプにいた難民約4万のうち3分の2は避難したが、銃撃戦の巻き添えや、レバノン人によるパレスチナ人狩りの噂などが立ち、避難に踏み切れない者もいるという。

### 国家承認

パレスチナ国の承認国。

1988年のパレスチナの独立宣言以降、国家としてのパレスチナ国の承認国が増えている。2010年12月、ブラジル、アルゼンチン、ウルグアイが相次いで国家としてのパレスチナを承認することを表明した。また国際機関へ国家として加盟する方針を打ち出しており、2011年9月23日には史上初めて国際連合への加盟申請を行ったほか、同年10月31日には国際連合教育科学文化機関 (UNESCO) の加盟国として承認された。
2012年11月29日には国連総会においてパレスチナを「オブザーバー組織」から「オブザーバー国家」に格上げする決議案が採択され、国連では「国家」の扱いを受けることとなった。
2024年5月28日、スペイン、アイルランド、ノルウェーがパレスチナを国家承認することを発表した。

#### 米国の対パレスチナ政策
アメリカ合衆国政府は1947年11月のパレスチナ分割決議、1948年5月のイスラエル建国と国連への加盟を支援し、1948年の第一次中東戦争、1956年の第二次中東戦争、1967年の第三次中東戦争の結果、イスラエルがヨルダン川西岸地区、エルサレム、ガザ地区、シナイ半島、ゴラン高原を占領し、占領地として統治することを正当化してきた。その後の歴代のアメリカ合衆国政府は、1956年にシナイ半島のエジプトへの返還とイスラエル軍の撤退、1978年9月のキャンプ・デービッド合意と1979年3月のエジプト・イスラエル平和条約、1982年にシナイ半島のエジプトへの返還、1992年に中東和平マドリッド会議を開催し、1994年10月のイスラエル・ヨルダン平和条約を仲介したが、1947年のパレスチナ分割、1948年のイスラエル建国以来、歴代のアメリカ合衆国議会・政府は、イスラエルの存続を優先する立場に基づいてパレスチナ問題を解決する政策を遂行している。

### 立法評議会選挙
選挙は中選挙区比例代表並立制。選挙区、比例区共に66議席ずつ。重複立候補制度はない。日本の参議院に近いが、選挙区は完全連記制。また、選挙区は少数派のキリスト教徒枠として6議席があらかじめ割り当てられている。18歳以上の普通選挙。
1996年1月20日に初めて行われ、ファタハが第一党となった。しかし、多くの党派は選挙をボイコットした。
2006年1月15日、二度目の総選挙が行われた。アメリカはハマース躍進を恐れ、ファタハに肩入れする選挙干渉を行ったとも言われた。また、事前にハマースの立候補予定者など300人が、イスラエルに逮捕された。
ファタハは45議席と惨敗し、ハマースは74議席と過半数を獲得する地滑り的勝利を収めた。ファタハの腐敗や、イスラエルによる白色テロを阻止できないことへの不満があり、一方でハマースが社会福祉に力を入れたことなどが勝因と言われる。とはいえ、比例区では28議席ずつと互角で、ファタハは選挙区での候補者乱立による共倒れが多かったとも指摘されている。

### 地方行政区分

#### 地域区分
- ガザ地区
- ヨルダン川西岸地区
- 東エルサレム（イスラエルが実質支配している）

#### 地方政府

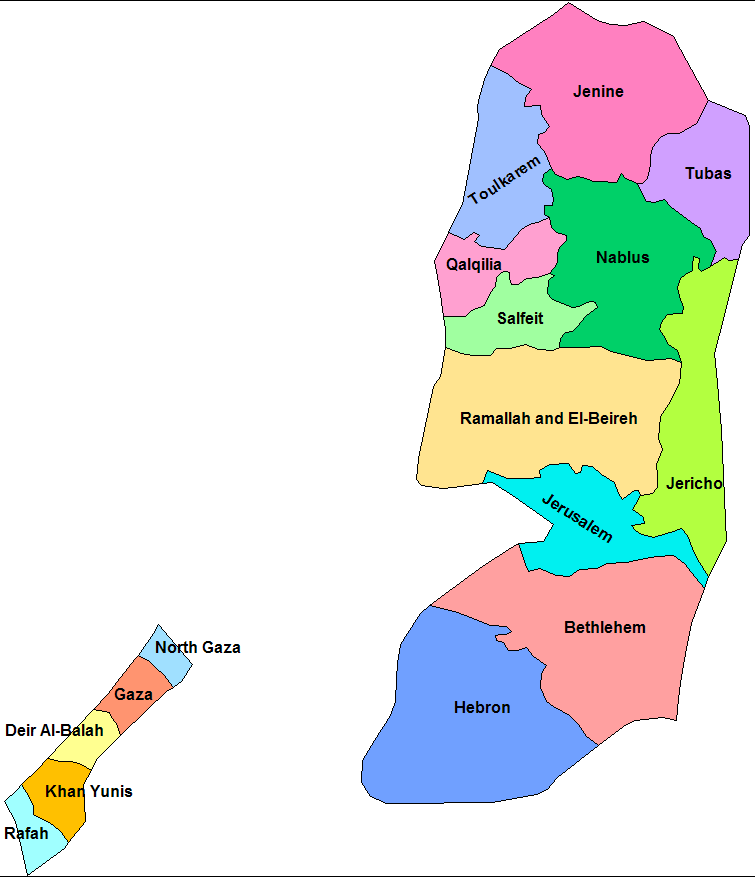
パレスチナ地方政府

ガザ地区
- 北ガザ県
- ガザ県
- ディール・バラフ県（ダイル・アル＝バラフ）
- ハーン・ユーニス県
- ラファフ県

ヨルダン川西岸地区
- エルサレム県（アル＝クドゥス）
- エリコ（アリーハー）
- カルキーリーヤ県
- サルフィート
- ジェニーン県
- トゥールカリム県

- トゥーバース
- ナーブルス県
- ベツレヘム県（ベート・ラハム）
- ヘブロン県（アル＝ハリール）
- ラマッラー・アル＝ビーレ県

#### 市
ガザ地区
- ガザ市
- ハーン・ユーニス
- ジャバリア
- ラファフ
- デイル・アル＝バラフ

ヨルダン川西岸地区
- ヘブロン（アル＝ハリール）
- ナーブルス
- トゥールカリム
- ジェニーン（英語版）
- カルキーリヤ（英語版）
- ベツレヘム（ベート・ラハム）
- ラマッラー
- エリコ（アリーハー）

#### 交通機関
- ヤーセル・アラファト国際空港（閉鎖中）